# Relaciones México-Santo Tomé y Príncipe
Las naciones de México y Santo Tomé y Príncipe establecieron relaciones diplomáticas en 1990. Ambas naciones son miembros de las Naciones Unidas.

## Historia
México y Santo Tomé y Príncipe establecieron relaciones diplomáticas el 10 de septiembre de 1990. La relación bilateral entre ambas naciones se desarrolla en foros multilaterales.
En noviembre de 2010, el gobierno de Santo Tomé y Príncipe envió una delegación de seis miembros para asistir a la Conferencia de las Naciones Unidas sobre el Cambio Climático de 2010 en Cancún, México.

## Misiones Diplomáticas
- México está acreditado ante Santo Tomé y Príncipe a través de su Misión Permanente ante las Naciones Unidas en Nueva York, Estados Unidos.[3]
- Santo Tomé y Príncipe no tiene una acreditación para México.